# LaMarr Hoyt
Pour les articles homonymes, voir Hoyt.
Dewey LaMarr Hoyt Jr. (né le 1er janvier 1955 à Columbia, Caroline du Sud, États-Unis et mort le 29 novembre 2021 à Columbia) est un ancien lanceur droitier des Ligues majeures de baseball. 
Il a joué de 1979 à 1986 pour les White Sox de Chicago et les Padres de San Diego et remporté le trophée Cy Young comme meilleur lanceur de la Ligue américaine en 1983.

## Carrière
D'abord signé par les Yankees de New York, qui en avaient fait leur choix de 5e ronde en 1973, LaMarr Hoyt est échangé aux White Sox de Chicago le 5 avril 1977 avec Bob Polinsky, Oscar Gamble et une somme d'argent, dans une transaction qui envoie l'arrêt-court étoile Bucky Dent chez les Yankees.

### White Sox de Chicago
Hoyt joue deux parties avec les White Sox en 1979, passe les deux saisons suivantes dans l'enclos de relève, puis obtient un poste dans la rotation de lanceurs partants en 1982.
Il remporte ses neuf premières décisions en 1980, égalant une marque d'équipe détenue par Lefty Williams (1917) et Orval Grove (1943). Il termine sa première année complète avec un dossier de 9-3. 
Après une autre saison de 9-3 en 1981, il gagne 19 parties en 1982, dominant la Ligue américaine. Il impressionne par son contrôle au monticule, retirant 124 frappeurs sur des prises et n'allouant que 48 buts-sur-balles.
En 1983, il domine les majeures avec 24 victoires, contre seulement 10 défaites. Il lance 14 matchs complets et retire 148 frappeurs au bâton. Encore une fois, il alloue très peu de buts-sur-balles (31). Il remporte le trophée Cy Young dans l'Américaine. Les White Sox atteignent la première ronde des éliminatoires, et Hoyt lance un match complet dans le premier match de la Série de championnat de la Ligue américaine, remporté sur les Orioles de Baltimore.
Après leur championnat dans la division Ouest, les Sox éprouvent des difficultés en 1984. La fiche victoires-défaites de Hoyt chute à 13-18 en 34 départs. Confiant de voir le droitier retrouver la forme qui lui avait permis de gagner le Cy Young, les Padres de San Diego font son acquisition le 6 décembre 1984. Pour Hoyt et deux joueurs des ligues mineures, San Diego cède aux White Sox Luis Salazar, Bill Long, Tim Lollar et Ozzie Guillen.

### Padres de San Diego
Hoyt retrouve effectivement la forme dans la Ligue nationale. À sa première année chez les Padres, il présente un dossier de 16-8. Il obtient sa seule sélection pour une partie d'étoiles et est élu joueur par excellence de cette rencontre.
En janvier et février 1986, il est arrêté à deux reprises pour possession de stupéfiants. Après la deuxième arrestation, il passe neuf jours en cure de désintoxication. Il rate le camp d'entraînement des Padres et connaît une saison difficile de 8-11, avec une moyenne de points mérités élevée de 5,15.

## Après-carrière
Après la saison de baseball 1986, LaMarr Hoyt est arrêté à la frontière des États-Unis et du Mexique, encore une fois pour possession de drogues. Pris en possession de trois grammes de marijuana et de plusieurs médicaments, il est condamné le 16 décembre à 45 jours d'emprisonnement.
Le 25 février 1987, le commissaire du baseball Peter Ueberroth le bannit à vie des ligues majeures de baseball, mais la peine sera réduite à une suspension de 60 jours par l'arbitre George Nicolau au mois de juin suivant. L'arbitre ordonne aussi aux Padres de San Diego de reprendre Hoyt au sein de leur équipe, mais celle-ci décide plutôt de le libérer de son contrat.
Les White Sox décident de donner une nouvelle chance à leur ancien lanceur et lui offrent un contrat. Après une quatrième arrestation pour possession de stupéfiants (cocaïne et marijuana) en décembre 1987, les chances de Hoyt de revenir un jour dans les majeures sont anéanties. Sa carrière, terminée prématurément alors qu'il n'est âgé que de 31 ans, aura donc duré 8 saisons. Il aura remporté 98 victoires contre 68 défaites, avec 42 matchs complets et 681 retraits sur des prises en 1311 manches et un tiers lancées.
En mars 1991, il fut à nouveau arrêté par les autorités, cette fois pour délit de fuite et conduite en état d'ébriété.